# نگاه عشق (ترانه مدونا)
«نگاه عشق» (به انگلیسی: The Look of Love) تک‌آهنگی از مدونا است که در سال ۱۹۸۷ میلادی منتشر شد.